# Haemaphysalis nadchatrami
Haemaphysalis nadchatrami este o specie de căpușe din genul Haemaphysalis, familia Ixodidae, descrisă de Hoogstraal, Trapido și Glen M. Kohls în anul 1965. Conform Catalogue of Life specia Haemaphysalis nadchatrami nu are subspecii cunoscute.